# Heroin (bài hát)
"Heroin" là ca khúc được trình bày bởi ban nhạc The Velvet Underground, nằm trong album đầu tay năm 1967 của họ The Velvet Underground & Nico. Ca khúc được viết bởi Lou Reed từ năm 1964 khi miêu tả khá chân thật việc sử dụng heroin và là một trong những sáng tác nổi tiếng nhất của ban nhạc. Nhà phê bình Mark Deming viết: ""Heroin" tán dương việc sử dụng ma túy và cũng không thể hiện rõ ràng việc kết tội nó. Điều đó tạo nên nhiều khó xử đối với người nghe."
Năm 2004, tạp chí Rolling Stone xếp "Heroin" ở vị trí số 455 trong danh sách "500 bài hát vĩ đại nhất". Nó cũng được đưa vào danh sách "500 bài hát thay đổi Rock and Roll" của Đại sảnh Danh vọng Rock and Roll.

## Thành phần tham gia sản xuất
- Lou Reed – guitar, hát chính.
- John Cale – viola điện.
- Sterling Morrison – guitar nền
- Maureen Tucker – định âm.